# Landgericht Potsdam

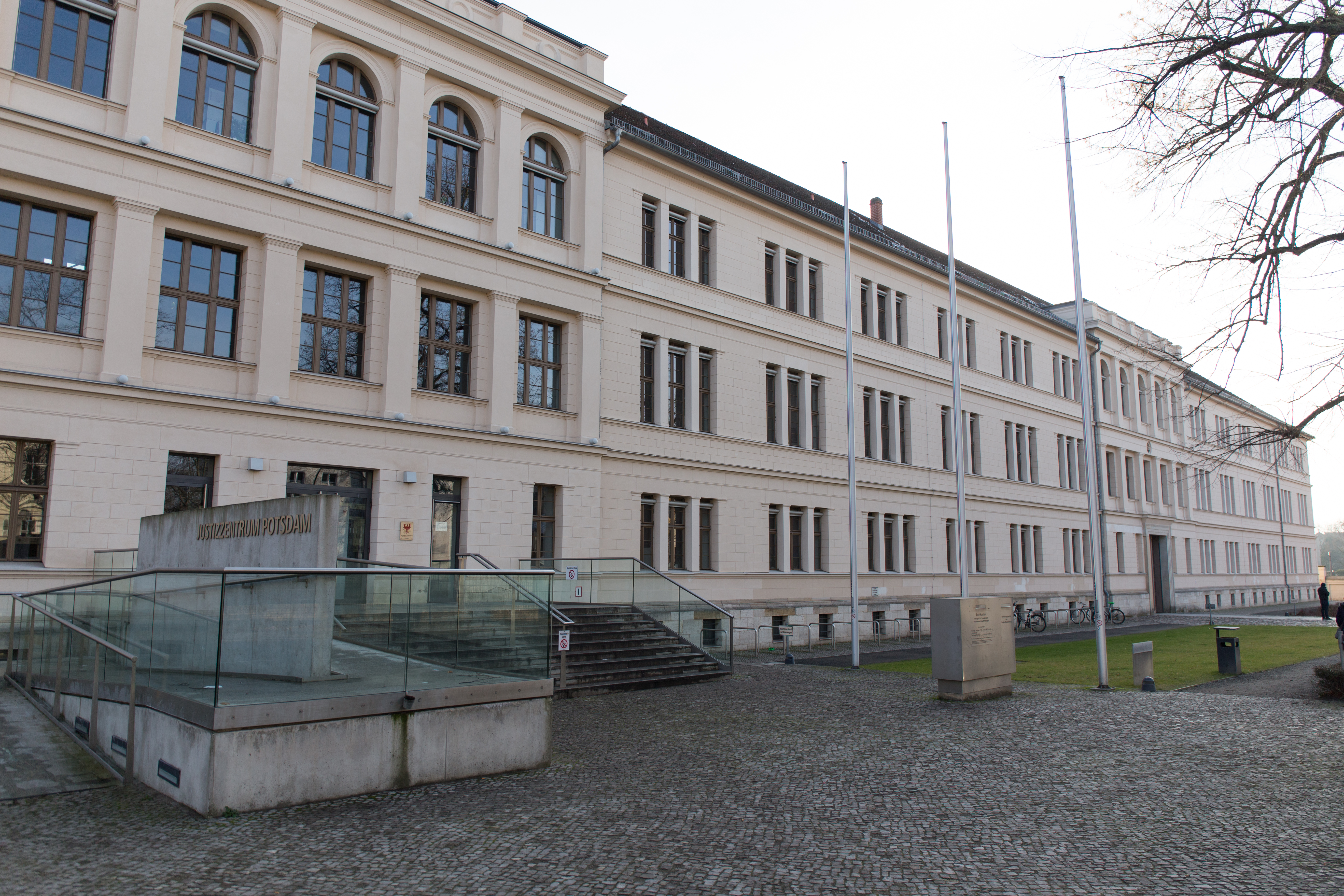
Justizzentrum Potsdam, seit 2008 Dienstsitz des LG Potsdam

Das Landgericht Potsdam ist ein Gericht der ordentlichen Gerichtsbarkeit und das größte der vier Landgerichte im Land Brandenburg. Es hat seinen Sitz in der Landeshauptstadt Potsdam.

## Instanzenzug
Zum Gerichtsbezirk gehören die Amtsgerichte Brandenburg an der Havel, Luckenwalde, Nauen, Potsdam, Rathenow und Zossen. Bis 2012 galt dies auch für das Amtsgericht Königs Wusterhausen, welches seit 2013 zum Bezirk des Landgerichtes Cottbus gehört.
Dem Landgericht Potsdam ist das Brandenburgische Oberlandesgericht übergeordnet.

## Geschichte

### Vorgeschichte

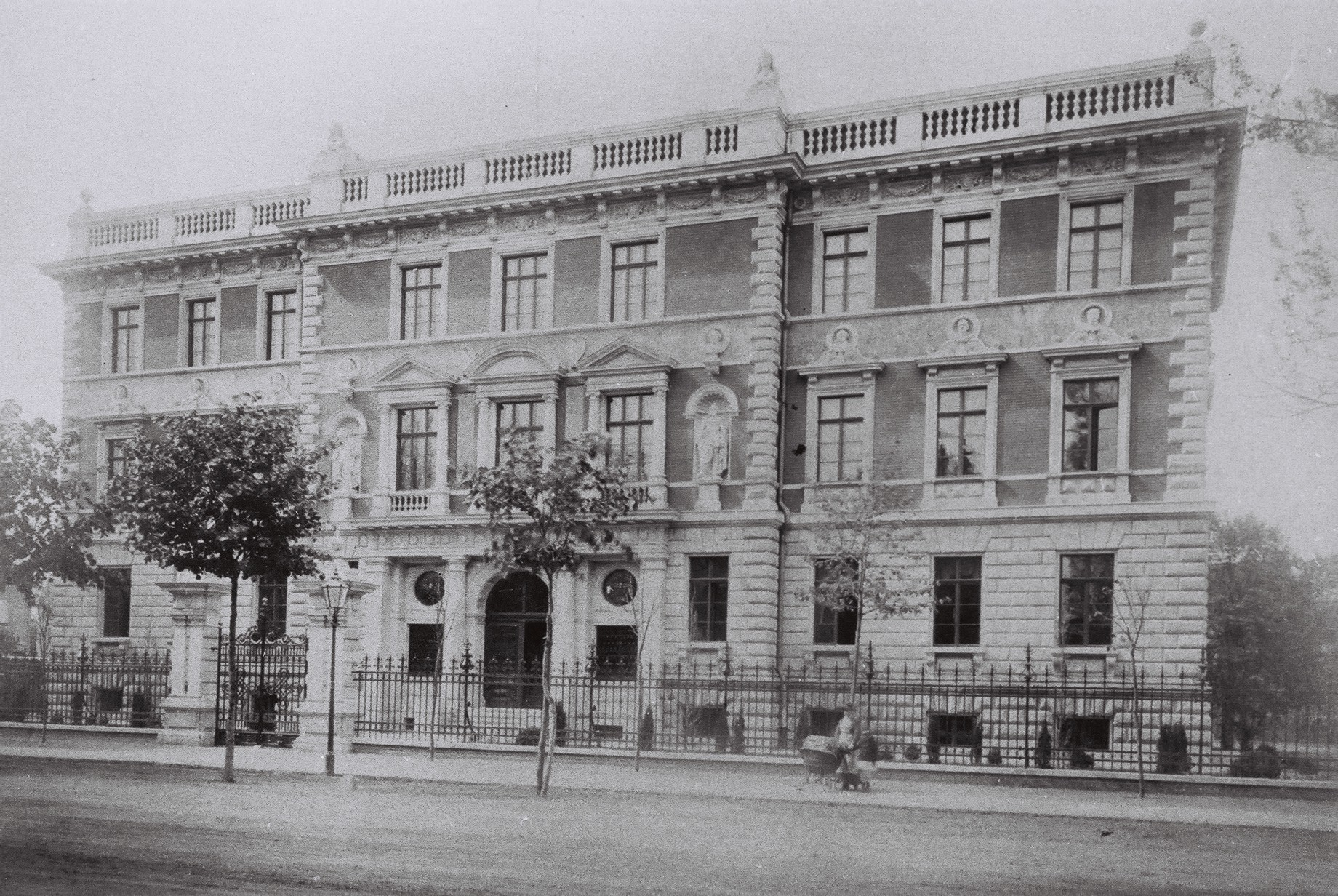
Königliches Landgericht Potsdam 1883

Im Jahre 1722 wurde die Justiz dem Kammergericht in Berlin unterstellt. Im Jahre 1808 wurde ein Königliches Stadtgericht eingerichtet. Im Jahre 1849 wurden in Preußen einheitlich Kreisgerichte geschaffen. Das Stadtgericht wurde daher aufgehoben und es entstand das Königliche Kreisgericht Potsdam. Es umfasste die Stadt Potsdam und Teile der Landkreise Zauch-Belzig und Osthavelland. Zuständiges Appellationsgericht blieb das Kammergericht. Von 1853 bis 1857 war hier Theodor Storm als Assessor tätig.

### Gründung
Das königlich preußische Landgericht Potsdam wurde mit Wirkung zum 1. Oktober 1879 als eines von neun Landgerichten im Bezirk des Kammergerichtes gebildet. Der Sitz des Gerichtes war Potsdam. Das Landgericht war danach für den Stadtkreis Potsdam, die Kreise Jüterbog-Luckenwalde und Zauch-Belzig sowie den größten Teil des Kreises Westhavelland und kleine Teile der Kreise Osthavelland und Teltow zuständig. Ihm waren folgende elf Amtsgerichte zugeordnet:
| Amtsgericht                | Sitz                     | Bezirk |
| -------------------------- | ------------------------ | --- |
| Amtsgericht Baruth         | Baruth/Mark              | aus dem Landkreis Jüterbog-Luckenwalde der Stadtbezirk Baruth, die Amtsbezirke Paplitz und Radeland sowie der Gutsbezirk Damsdorf aus dem Amtsbezirk Gebersdorf und der Gemeindebezirk und Gutsbezirk Petkus aus dem Amtsbezirk Petkus |
| Amtsgericht Beelitz        | Beelitz                  | aus dem Landkreis Zauch-Belzig der Stadtbezirk Beelitz, die Amtsbezirke Neuendorf, Stücken und Wittbrietzen sowie die Gemeindebezirke Buchholz, Deutsch Bork und Lühsdorf aus dem Amtsbezirk Buchholz und der Gemeindebezirk Wildenbruch aus dem Amtsbezirk Saarmund |
| Amtsgericht Belzig         | Belzig                   | Kreis Zauch-Belzig ohne die Teile, die den Amtsgerichten Beelitz, Brandenburg, Potsdam, Treuenbrietzen und Werder zugeordnet waren |
| Amtsgericht Brandenburg    | Brandenburg an der Havel | Kreis Westhavelland ohne die Teile, die den Amtsgerichten Nauen und Rathenow zugeordnet waren und aus dem Landkreis Zauch-Belzig die Amtsbezirke Cammer, Deetz, Götz, Golzow, Groß Kreutz, Jeserig, Lehnin, Lehniner Forst, Netzen, Rädel, Reckahn, Schmerzke und Wilhelmsdorf |
| Amtsgericht Dahme          | Dahme/Mark               | aus dem Landkreis Jüterbog-Luckenwalde der Stadtbezirk Dahme und die Amtsbezirke Illmersdorf und Rosenthal sowie der Amtsbezirk Gebersdorf ohne den Gutsbezirk Damsdorf |
| Amtsgericht Jüterbog       | Jüterbog                 | Kreis Jüterbog-Luckenwalde ohne die Teile, die den Amtsgerichten Baruth, Dahme, Luckenwalde und Treuenbrietzen zugeordnet waren |
| Amtsgericht Luckenwalde    | Luckenwalde              | aus dem Landkreis Jüterbog-Luckenwalde der Stadtbezirk Luckenwalde und die Amtsbezirke Blankensee, Dobbrikow und Woltersdorf sowie die Gemeindebezirke Kemnitz, Zülichendorf, Dümde, Jänickenhof, Kolzenburg und die Gutsbezirke Elsthal und Lindenberg aus anderen Amtsbezirken; daneben der Gemeindebezirk Schöneweide aus dem Kreis Teltow |
| Amtsgericht Potsdam        | Potsdam                  | - Stadtkreis Potsdam - aus dem Landkreis Osthavelland der Stadtbezirk Ketzin und die Amtsbezirke Bornim, Bornstedt, Fahrland, Sanssouci und Uetz sowie der Amtsbezirk Kartzow ohne den Gemeindebezirk und Gutsbezirk Kartzow - aus dem Landkreis Teltow die Amtsbezirke Drewitz, Neuendorf, Nowawes, Potsdamer Königlicher Forst und Siethen sowie der Amtsbezirk Stahnsdorf ohne den Gemeindebezirk und Gutsbezirk Ruhlsdorf - aus dem Landkreis Zauch-Belzig die Amtsbezirke Alt-Töplitz, Caputh, Cunersdorf und Potsdamer Forst sowie der Amtsbezirk Saarmund ohne den Gemeindebezirk Wildenbruch |
| Amtsgericht Rathenow       | Rathenow                 | aus dem Landkreis Westhavelland die Stadtbezirke Rathenow, Friesack und Rhinow und die Amtsbezirke Burg Friesack, Buschow, Grünau, Haage, Hohennauen, Klessen, Liepe, Nennhausen, Pessin, Selbelang, Senzke, Stechow und Stölln sowie der Amtsbezirk Garlitz ohne den Gutsbezirk Seelensdorf und der Amtsbezirk Premnitz ohne die Gutsbezirke Brösickenslake und Gapel |
| Amtsgericht Treuenbrietzen | Treuenbrietzen           | - aus dem Landkreis Zauch-Belzig der Stadtbezirk Treuenbrietzen, der Amtsbezirk Rietz sowie der Amtsbezirk Buchholz ohne den Teil, der dem Amtsgericht Beelitz zugeordnet war - aus dem Kreis Jüterbog-Luckenwalde die Gemeindebezirke Bardenitz und Pechüle aus dem Amtsbezirk Felgentreu sowie der Gemeindebezirk Clausdorf aus dem Amtsbezirk Walterhausen |
| Amtsgericht Werder         | Werder (Havel)           | aus dem Landkreis Zauch-Belzig der Stadtbezirk Werder und die Amtsbezirke Glindow, Petzow, Phöben und Plessow |

Der Landgerichtsbezirk hatte 1888 zusammen 277.340 Einwohner. Am Gericht waren ein Präsident, ein Direktor und sieben Richter tätig. Am Amtsgericht Brandenburg bestand eine Strafkammer für dessen Gerichtsbezirk.

### Weitere Geschichte
Im Jahre 1883 zog das Landgericht in ein neu errichtetes eigenes Gebäude in der Mauerstraße (heutige Hegelallee 8). Im Jahre 1910 zog das Amtsgericht in das hintere Gebäude. Im Oktober 1945 wurde kurzzeitig ein Oberlandesgericht Potsdam für das neue Land Brandenburg eingerichtet und das Landgericht Potsdam wurde Teil dessen Sprengels. Auch die Amtsgerichte wurden neu zugeordnet. Das Landgericht Potsdam war zum 1. Juli 1947 für folgende Amtsgerichte zuständig: Altlandsberg, Beelitz, Belzig, Bernau, Falkensee, Königs Wusterhausen, Kremmen, Liebenwalde (Z), Mittenwalde (Mark), Nauen, Oranienburg, Potsdam, Rüdersdorf, Teltow, Trebbin, Treuenbrietzen, Werder und Zossen. (Z = Zweigstelle).

### NS-Zeit
Während des Zweiten Weltkrieges gab es allein in Potsdam 1944 mehr als 18.000 Zwangsarbeiter. Sie unterlagen politischer und rassistischer Verfolgung, an der auch das Landgericht Potsdam aktiv beteiligt war. Etwa 300 Zwangsarbeiterinnen und Zwangsarbeiter aus über 20 Ländern Europas wurden sowohl vom Amtsgericht als auch dem Landgericht Potsdam wegen zum Teil kleinster Vergehen, die meist aus den unwürdigen Lebens- und Arbeitsbedingungen der Angeklagten resultierten, hart bestraft. Das galt insbesondere für Gefangene aus Polen und der Sowjetunion die nach der Nazi-Ideologie auf der untersten Stufe standen und als minderwertig galten. Sie waren in der Öffentlichkeit leicht erkennbar, weil sie Aufnäher an ihrer Kleidung tragen mussten, wie „P“ für Polen und „OST“ für „Ostarbeiter“. Häufige Anklagen betrafen „Arbeitsvertragsbruch“, „Arbeitsverweigerung“, „Lebensmitteldiebstahl“ oder „Schwarzhandel“. Die regionalen Gerichte und das Landgerichtsgefängnis in Potsdam galten als eine Art Eingangstor sowie als Drehscheibe für die Zwangsarbeiter zur Verteilung auf weitere Stationen des NS-Verfolgungsapparates. Das Amts- und Landgericht Potsdam stabilisierten mit ihren Anklagen und Urteilen bis kurz vor Kriegsende den NS-Staat und trugen damit ihren Teil dazu bei, dass durch die hohen Strafmaße Zwangsarbeiter möglichst hohe Arbeitsleistung vollbrachten. Die Judenverfolgung erstreckte sich auch auf nicht-jüdische Bürger, z. B. wenn sie ein Verhältnis mit einer Jüdin eingingen. Das Landgericht Rostock fällte mehrere drakonische Urteile wegen Rassenschande. Gleiches gilt für die „Verheimlichung“ jüdischer Abstammung und den Verstoß gegen die Verordnung über den Nachrichtenverkehr mit dem feindlichen Ausland von 1940. Viele dieser vom Landgericht Potsdam Verurteilten starben im Holocaust. Auch bei der politischen Verfolgung jüdischer Juristen aus Potsdam war das Landgericht Potsdam involviert. Anfang der 1930er Jahre waren hier 27 % der Juristen jüdischer Herkunft. Bis 1938 praktizierten im Landgerichtsbezirk Potsdam (inklusive Landkreis Potsdam-Mittelmark, das Havelland und Landkreis Teltow-Fläming) 32 jüdischen Juristen, 16 von ihnen allein in Potsdam. Der langjährige Vorsitzende des Amtsgericht Potsdam, Fritz Hirschfeld, gilt als Beispiel für ihr Verfolgungsschicksal. Er flüchtete in die Niederlande und wurde schließlich nach Auschwitz deportiert. Von den 32 verfolgten Juristen im Landgerichtsbezirk Potsdam flohen 13 ins Exil, einer davon kehrte später nach Deutschland zurück. Mindestens fünf von ihnen starben in Konzentrationslagern. In der NS-Zeit war Albert Hellwig als Leiter einer Strafkammer Präsident des Landgerichtes Potsdam von 1933 bis 1945. Hellwig war überzeugter Nationalsozialist und trug dazu bei, die Justiz im Sinne der nationalsozialistischen Ideologie zu gestalten und zu kontrollieren. Bei Kriegsende floh Hellwig nach Westdeutschland und ließ sich in Reutlingen nieder. Dort wurde er im Zuge der Entnazifizierung am 2. Mai 1950 als „unbelastet“ eingestuft.

### Nachkriegszeit
Nach dem Krieg bestand das Landgericht Potsdam noch bis 1952. In der DDR-Zeit verfolgte es u. a. „Schwarzhörer“, „Schwarzseher“ und heimliche Leser von Westmedien. So verurteilte es z. B. 1952 einen Meister der Volkspolizei zu einer Zuchthausstrafe von fünf Jahren, weil er den RIAS-Berlin gehört und die Nachrichten mit seinen Kollegen diskutiert hatte. Nach dem Krieg war im „Stadtobergericht“ Potsdam, das bald darauf wieder Landgericht hieß, Richard von Horn, vor 1933 DNVP-Mitglied, Präsident des Landgerichtes von 1945 bis 1952. Horn, der als Strafrichter im NS-Staat Probleme mit der NSDAP gehabt hatte, war in den Nachkriegsjahren maßgeblich am Wiederaufbau der Justiz in der Sowjetischen Besatzungszone beteiligt. Nach der Abschaffung der Länder der DDR im Jahr 1952 wurde die Gerichtsstruktur völlig neu gefasst. Die Amts-, Land- und Oberlandesgerichte wurden aufgelöst (darunter auch das Landgericht Potsdam). Stattdessen wurde auf Ebene des Bezirkes Potsdam das Bezirksgericht Potsdam und auf Kreisebene die Kreisgerichte Potsdam-Land und Potsdam-Stadt eingerichtet. Im Jahre 1993 wurden die beiden zum Amtsgericht Potsdam zusammengefasst, das Bezirksgericht Potsdam wurde zum Landgericht.
Seit 2008 ist das Landgericht im seither Justizzentrum Potsdam genannten denkmalgeschützten Gebäude der Potsdamer Unteroffiziersschule untergebracht, in dem auch das Amtsgericht und das Verfassungsgericht des Landes Brandenburg ihren Sitz haben. Ab Oktober 2017 bis Ende Februar 2020 stand mit Ellen Chwolik-Lanfermann erstmals eine Frau als Präsidentin an der Spitze des Landgerichtes Potsdam.
Präsidenten seit 1991
- 1991–1997: Hermann-Josef Breitkopf
- 1999–2005: Hans-Jürgen Wende
- 2005–2012: Christian Gaude
- 2012–2017: Dirk Ehlert
- 2017–2020: Ellen Chwolik-Lanfermann
- 2020–2023: Ramona Pisal[17][18][19]
- seit 2023: Holger Matthiessen[20]

## Siehe auch

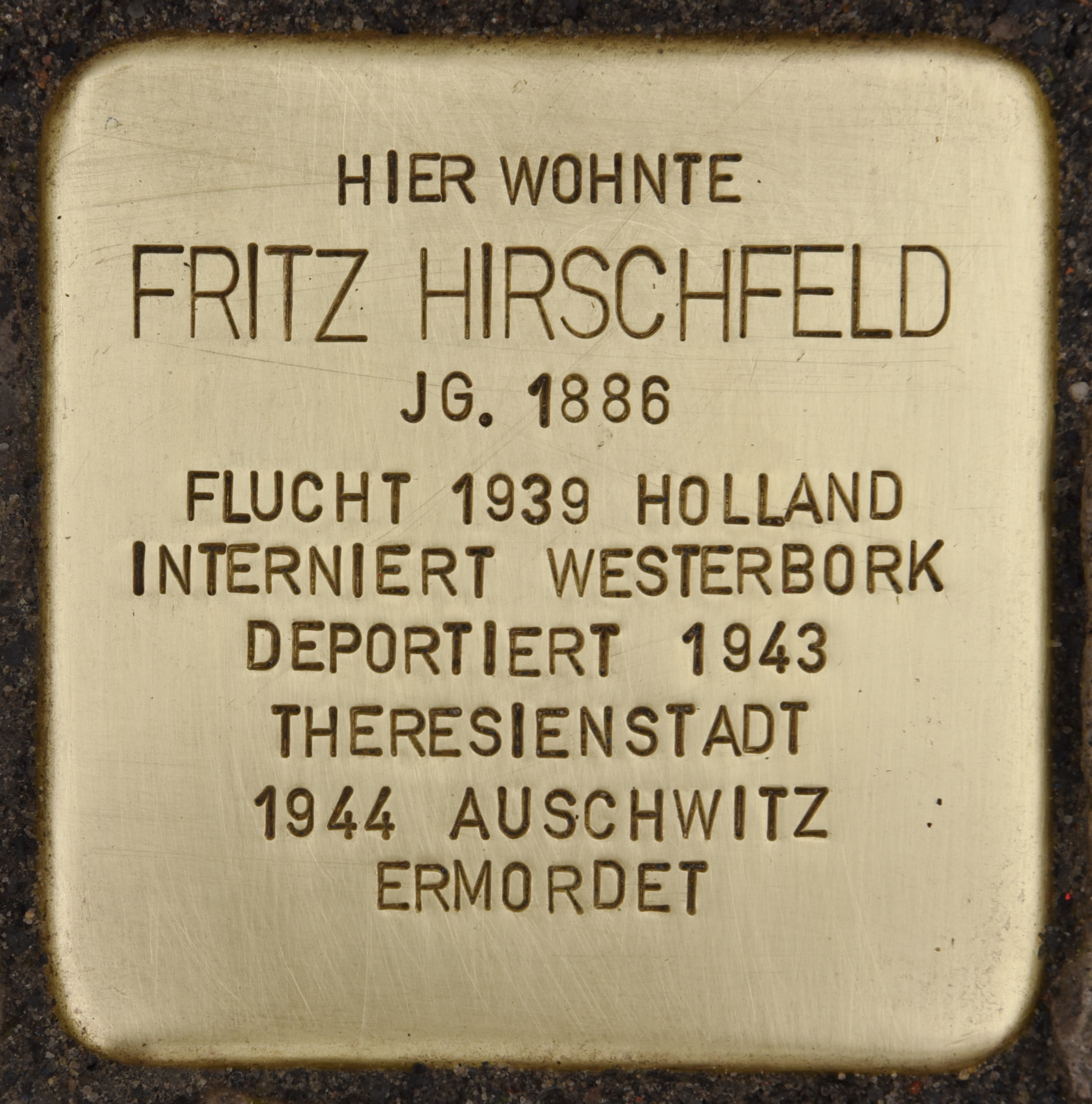
Stolpersteine in Nieuwkuijk und Potsdam sowie ein Saal im Landgericht Potsdam erinnern an Fritz Hirschfeld, 1927 bis 1933 Vorsitzender des Potsdamer Amtsgerichts, der 1944 vom NS-Regime in Auschwitz ermordet wurde.